# سیارک ۱۱۴۰۰
سیارک ۱۱۴۰۰ (به انگلیسی: 11400 Rasa، نامگذاری:1999AT21) یازده هزار و چهارصدمین سیارک کشف شده‌است که در ۱۵ ژانویه ۱۹۹۹ کشف شد.
قدر مطلق سیارک برابر ۱۴.۱ است.